# Zimné
'Zimné – potok, lewy dopływ Kolačkovskiego potoku na Słowacji. Jest ciekiem 6 rzędu. Wypływa na wysokości około 790 m u południowo-wschodnich podnóży szczytu Kotník (883 m) w Górach Lewockich. Jest to niewielki potok. Spływa początkowo w kierunku północno-wschodnim, potem zakręca na południowy wschód i w zabudowanym rejonie miejscowości Kołaczków (Kolačkov) na wysokości około 640 m uchodzi do Kolačkovskiego potoku
Niemal cała zlewnia potoku Zimné znajduje się w Górach Lewockich. Tylko końcowy odcinek dolnego biegu potoku znajduje się na równinie Šariš.